# Hydraulische Induktivität

Modell einer hydraulischen Induktivität durch ein massenreiches Schaufelrad

Die hydraulische Induktivität (englisch: hydraulic inductance) ist der Widerstand der Hydraulikflüssigkeit gegen deren Beschleunigung bei translatorischen Bewegungen in Hydraulikzylindern oder Rohrleitungen oder bei rotatorischen Bewegungen in Hydromotoren. Sie gibt an, welche Druckdifferenz {\displaystyle \Delta p} für eine Volumenstromänderung {\displaystyle {\dot {V}}} erforderlich ist:
{\displaystyle L_{\mathrm {h} }={\frac {\Delta p}{\dot {V}}}}
Der Name deutet auf die elektro-hydraulische Analogie, wo die Induktivität {\displaystyle L} den Zusammenhang {\displaystyle L={\tfrac {U}{dI/dt}}} zwischen induzierter Spannung {\displaystyle U} und der zeitlichen Änderung des Stroms {\displaystyle I} beschreibt.